# کیکه بولا
کیکه بولا (انگلیسی: Kike Boula؛ زادهٔ ۱۷ ژوئیهٔ ۱۹۹۳) بازیکن فوتبال اهل گینه استوایی است.
از باشگاه‌هایی که در آن بازی کرده‌است می‌توان به باشگاه فوتبال آلمریا اشاره کرد.
وی همچنین در تیم ملی فوتبال گینه استوایی بازی کرده‌است.